# Back to Black
Back to Black (pol. Powrót do ciemności) – drugi album studyjny brytyjskiej piosenkarki Amy Winehouse, wydany 30 października 2006. W listopadzie 2007 wydano reedycję płyty, poszerzoną o dodatkowe osiem utworów. 
Album w styczniu 2007 trafił na pierwsze miejsce listy UK Albums Chart i okazał się najlepiej sprzedającą się płytą w 2007. Do grudnia 2011 rozszedł się w ponad 20 mln egzemplarzy, w tym 3,5 mln tylko w Wielkiej Brytanii, gdzie w grudniu 2007 uzyskał status sześciokrotnie platynowej płyty w Wielkiej Brytanii. Uzyskał także status podwójnie platynowej płyty w Polsce.

## Powstawanie albumu
Amy Winehouse rozpoczęła pracę nad płytą po zakończeniu wielomiesięcznej promocji swojego debiutanckiego albumu pt. Frank. Większość materiału na płytę napisała, będąc pod wpływem alkoholu, a w piosenkach opisała swoje cierpienie po rozstaniu w 2006 z chłopakiem, Blakiem Fielderem-Civilem. Materiał na album napisała w około pół roku. Podczas prac nad płytą skierowała uwagę ku żeńskim zespołom lat 50. i 60. XX w., takim jak The Shirelles, The Shangri-Las i The Angels, a brzmienie ich utworów chciała umieścić na swojej płycie. 
Winehouse zrealizowała podstawowe nagrania płyty w trzy tygodnie, a w studiu śpiewała i grała piosenki na gitarze akustycznej. Podkłady do wokalu i gitary nagrała na żywo Orkiestra The Dap-Kings, poza tym na płycie gościnnie zagrali m.in. Victor Axelrod (organy, fortepian) i Troy Genius (perkusja). Produkcją albumu zajął się Salaam Remi, który pracował także przy Franku, a drugim producentem został Mark Ronson. Pierwszym utworem nagranym na album była tytułowa piosenka „Back to Black”.

## Lista utworów
1. „Rehab” (Amy Winehouse) – 3:35
2. „You Know I'm No Good” (Winehouse) – 4:17
3. „Me & Mr. Jones” (Winehouse) – 2:33
4. „Just Friends” (Winehouse) – 3:13
5. „Back to Black” (Winehouse, Mark Ronson) – 4:01
6. „Love Is a Losing Game” (Winehouse) – 2:35
7. „Tears Dry on Their Own” (Winehouse, Nickolas Ashford, Valerie Simpson) – 3:06
8. „Wake Up Alone” (Winehouse, Paul O'Duffy) – 3:42
9. „Some Unholy War” (Winehouse) – 2:22
10. „He Can Only Hold Her” (Winehouse, Richard Poindexter, Robert Poindexter) – 2:46
11. „Addicted” – 2:46